# Albínov
Albínov (běžně též psáno jako Albinov, starší název Olbínov, maďarsky Albény, Albin, v místním nářečí Oľbinov) je městská část Sečovců v okrese Trebišov v Košickém kraji na Slovensku. V minulosti byl Albínov samostatnou obcí, s městem Sečovce byl sloučen v roce 1951.

## Geografie
Zástavba Albínova se nachází 1,5 km severně od intravilánu města Sečovce, na rozhraní geologických celků Východoslovenské pahorkatiny a Východoslovenské nížiny. Na západním okraji katastrálního území se nachází Albinovská hora, nejvyšší bod obce, s nadmořskou výškou 177 m n. m. Západovýchodním směrem protékají Albinovský kanál a Weissův kanál.
Významným orientačním bodem je vedení velmi vysokého napětí (400 kV), které se táhne západovýchodním směrem jižně od intravilánu.

## Dějiny

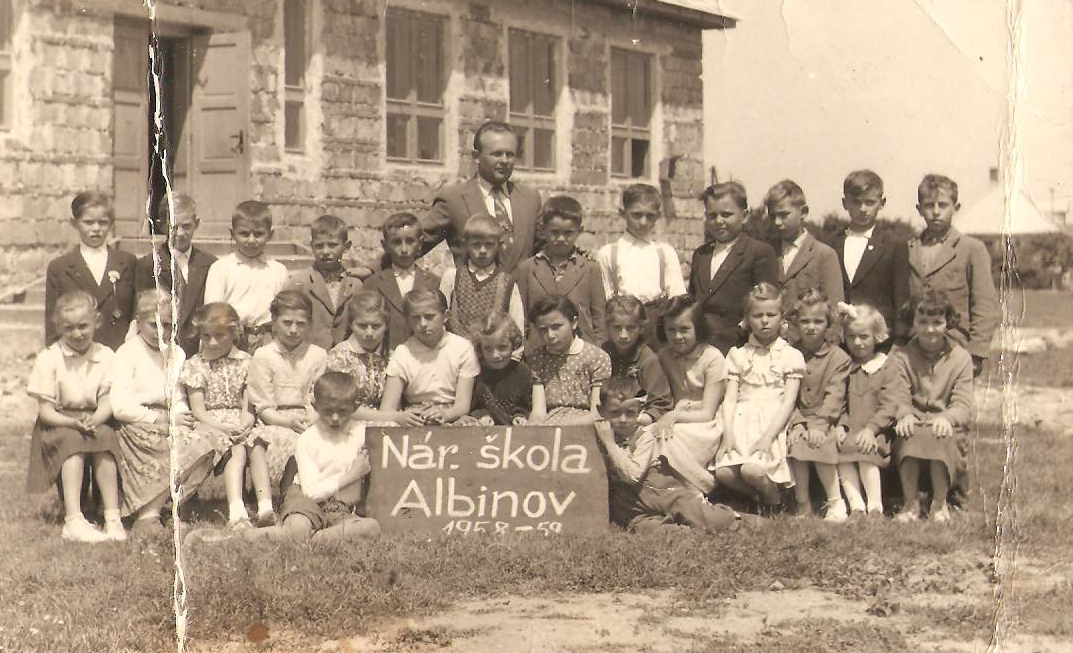
Téměř dokončená budova Národní lidové školy v Albinově během školního roku 1958/1959

### Středověk
Na cestě mezi Albínovem a Bačkovem byly v roce 1981 objeveny stopy rozsáhlejšího slovanského sídliště, které se podle střepového materiálu datuje do 8. až 9. století. V tomto období bylo zdejší území součástí Velkomoravské říše.
Albínov vznikl pravděpodobně v prvních desetiletích 13. století, čemuž nasvědčuje název vesnice, zmínka z roku 1245 a zemanské vlastnictví majetku. Kolem roku 1240 byl vlastníkem obce šlechtic Jan z Trebišova. Podle uherského historika Antona Szirmaye to byl hrabě ze šlechtického rodu Parisovců.
Listina uherského krále Bély IV. z roku 1245 je první písemnou zmínkou o vsi. Panovník dokumentem potvrzuje, že šlechtic Jan z Trebišova prodal pozemky vesnic Albínov (uvádí se jako Albuñol) a Dvorianky (Techna) šlechtici Petrovi (zvanému Folthus), synovi Petra. Při popisu hranic prodaného pozemku se připomíná sousedství s katastrem Sečovců (Zeech) na západě. Dokument obsahuje i zmínku o cestě vedoucí do Albínova. O prodeji je stručná zmínka v listině Varadínské kapituly z roku 1300.
Šlechtic Peter (zvaný Folthus) byl dědem či pradědem šlechtice Petra, syna Petunie nebo Petén (uvádí se i jako syn Petra zvaný Petula). Ten vlastnil na přelomu 13. a 14. století hradní panství sestávající z městečka Sečovce a okolních vesnic Albino, Kinčeš, Dvorianky, Hriadky, Višňov, Filová, Kravany, Stankovce, Parchovany, Sečovská Polianka, Cabov, Bačkov, Dargov, Trnávka a Zbehňov. V období let 1315–1316 se neúspěšně pokusil zabít krále Karla I., proto utekl do Ruska. V roce 1312 daroval Karel I. panství Sečovce věrným Bokšovcům, vlivnému velmožskému rodu ze Zemplína, který tvořilo 6 větví. Albínov se v roce 1358 připomíná jako majetek rodiny Zerdahelyů (Szerdahelyi), tedy větve Bokšovců ze Stredy nad Bodrogom.
V roce 1441 vyplatily albínovské sedlácké domácnosti (kromě rychtáře) daň panovníkovi 18,5 zlatých, což značí, že obhospodařovaly pozemky v rozsahu přes 18,5 selských usedlostí.

### Novověk
Od konce 16. do konce 17. století byl vlastníkem většiny obce šlechtický rod Drugethů. Albínov byl v těchto dobách středně velkou vesnicí s poddanským obyvatelstvem, věnujícím se zejména zemědělství. Podle urbáře Sečovského panství Drugethů z roku 1601 museli poddaní v Albínově platit panstvu daň od usedlosti, která činila 1 zlatý a 66 denárů. Také bylo jejich povinností odvádět naturální dávku – 1 gbel ovsa (cca 125 litrů), 2 chleby a 1 kuře – a devátek z prasat.
V roce 1647 vesnici vyrabovalo a zpustošilo osmanské vojsko. V roce 1828 je evidována jako osada s 99 obyvateli, žijícími v 9 domech.
V letech 1900 až 1903 zde probíhala výstavba železniční trati, která byla slavnostně otevřena 24. prosince 1903. Celkové náklady na výstavbu 30,5 kilometrů dlouhé železnice z Trebišova do Vranova nad Topľou dosáhly více než 2 miliony korun. Dopravní trasa sloužila pro přepravu zemědělských produktů.

### Moderní dějiny
V Sečovcích byl vyhlášen vznik Československé republiky 6. listopadu 1918, kdy do města vstoupily ze směru od Michalovců a Trebišova jednotky československých legionářů. Maďarští politici se těžko smiřovali s rozpadem Uherska. Maďarská republika rad tedy provedla vojenskou intervenci na území jižního Slovenska. Dne 23. června 1919 po železniční trati projížděl směrem na sever maďarský pancéřový vlak č.IV. Příslušníci 36. pěšího mladoboleslavského pluku československé armády zatarasili koleje tak, že nemohl ani postupovat, ani ustoupit. Toto obklíčení trvalo až do 30. června, kdy se vlaku zmocnili, a to znamenalo definitivní konec bojů v této oblasti.
Během druhé světové války sehrál Albínov spolu s okolními obcemi důležitou roli při útoku sovětské armády na německou obrannou linii Gisela Stellung. Mezi Albínovem a Kravany se pohybovala německá hlídka. Právě její vyřazení prvními ruskými průzkumníky upozornilo německé velení na příchod Rudé armády do tohoto prostoru. 1. prosince 1944 ruská 15. útočná ženijní brigáda pod velením plukovníka M. D. Baroše obsadila obec Hriadky a získala přístup k městu Sečovce. O půlnoci 12. prosince začala bitva o město, která skončila obsazením města 107. a 11. střeleckým sborem Rudé armády a ústupem německých vojsk do obranných postavení ve Slanských vrších. Následně byla v Albínově rozmístěna sovětská kulometná a minometná hnízda, ostřelující německé linie.
Během procesu kolektivizace zde bylo zřízeno jednotné zemědělské družstvo. Na výroční schůzi Městského národního výboru Sečovce, která se konala 29. ledna 1961, byla sloučena JZD Sečovce, JZD Kochanovce a JZD Albínov pod společnou správu. Byl vypracován plán hospodářsko-technické úpravy půdy, který v praxi znamenal rozorávání mezí a slučování pozemků v procesu násilné kolektivizace. S tím souviselo i vybudování melioračního systému, sestávajícího z vybudování nových a úpravy starých vodních kanálů, vybudování sítě melioračních studní a podzemních potrubí. Na družstevních statcích v Albínově se chovali zejména býci na výkrm a koně. Zpočátku zde fungoval i chov činčil na kožešiny, byl však později pro neefektivnost zrušen.
Na území obce byl vybudován agrochemický podnik s napojením na železnici. Fungovala zde osobní železniční doprava a národní obecná škola (1. – 4. ročník). Zřízena byla i hasičská zbrojnice. Od roku 1956 byl Albínov administrativně zařazen jako městská část pod samosprávu Sečovce. V červenci 1966 oficiálně spustil výrobu strojírenský závod Strojstav, který byl zřízen v Sečovcích jako pobočka stejnojmenného bratislavského podniku. Pro Albínov znamenala výstavba této továrny také vybudování zpevněné asfaltové silnice, vedoucí z ulice Kollárovy v Sečovcích do Albínova. Tato komunikace nahradila polní cestu, která vedla z Albínova podél hřbitova.
V části budovy bývalé školy byla v 90. letech 20. století zřízena kaple Přesvaté Bohorodičky Spolutrpitelky, spadající pod řeckokatolickou Farnost Sečovce. V roce 1997 byla dostavěna k chrámu malá zvonice.

## Geologie a geografie
Geologické podloží tvoří pískovce, jílovce, štěrky a jiné sedimentární horniny z období mladších třetihor až čtvrtohor. Pozůstatkem sopečné činnosti je andezit, vyskytující se v horních vrstvách půdy a také několik minerálů a hornin vzniklých třetihorní vulkanickou činností (opál, obsidián). Zachovala se i malá ložiska ropy, lignitu, zemního plynu a kamenné soli.

## Podnebí
Albínov leží v teplé, mírně suché klimatické oblasti.

## Pamětihodnosti
V centru intravilánu se nachází řeckokatolická kaple Přesvaté Bohorodičky Spolutrpitelky zřízená v jižní části budovy bývalé lidové školy. Na katastrálním území se nacházejí tři kamenné kříže, nejstarší je z roku 1888.
K nejstarším budovám patří selské domy, datující se do 19. a začátku 20. století. Byly vybudovány z jílovité hlíny smíchané s plevami, která se mazala mezi dřevěné klády. Na základy a sklep se používal lomový andezitový kámen. Dřevěný krov se pokrýval azbestovými nebo hliněnými taškami. Dispozice sestávala ze tří hlavních místností – přední pokoj (v nářečí predňa chyža), vnímána jako reprezentativní místnost, vstupní místnost sloužící jako kuchyň (nář. prikľep) a zadní pokoj (nář. zadňa chyža). Komíny byly budovány z pálených cihel. V zadní části domu se nacházely hospodářské objekty – chlév (nář. chľiv), maštal, resp. stáj pro hospodářská zvířata, kůlna a ostatní skladové prostory. Prostor půdy a sklepy se používaly na skladování. Na dvorech se nacházely i dřevěné stodoly s kamennými základy sloužícími pro skladování slámy, sena, zemědělských plodin a nástrojů.
Technickou památkou je zastávka na železniční trati 192, která do 2. února 2002 sloužila pro osobní vlakovou dopravu. Z původní zděné budovy, jejíž součástí byla malá čekárna, prodejna jízdenek a byt správce, se zachovaly jen betonové základy. I když nesla zastávka název podle obce Dvorianky, nacházela se ještě v katastrálním území Albínova, resp. města Sečovce.

## Doprava

### Silniční
Nejdůležitějšími silničními komunikacemi procházejícími katastrálním územím jsou silnice III. třídy 050210, III/050208 a III/050215. Na severu Albínova se nachází autobusová zastávka SAD.

### Železniční
Východní hranicí obce prochází kolej železniční tratě 192 s nákladní železniční zastávkou Dvorianky. Z ní vede manipulační kolej k areálu celního skladu, kde se nachází nákladiště se dvěma kolejemi.

### Produktovod
V severní části extravilánu směřuje přes lokalitu Líščie díry od obce Dvorianky plynovod, který končí v plynoregulační stanici SPP vedle silnice III/050208 ve směru na Višňov.

## Ekonomika
V Albínově působí 13 firem, z toho 4 společnosti s ručením omezeným a 9 živností, většina působící v terciárním sektoru. V areálu bývalého agrochemického podniku sídlí celní sklad a několik menších firem.

## Sport a turistika
Albín nemá vlastní sportovní klub. Součástí areálu bývalé lidové školy je minifotbalové a volejbalové hřiště, které se v současnosti nevyužívají. Zaniklé je školní pískové doskočiště pro skok do dálky. Méně frekventované silnice se využívají na cyklistiku, in-line bruslení a jogging.
Albínovem procházela část tratě 3. ročníku silničních běžeckých závodů Sečovská desítka. V roce 2010 byla hlavní silnice ve směru Bačkov – Albino – Višňov využita jako součást trasy 36. ročníku Rally Košice (16.–18. září 2010).

## Osobnosti
- Ján Danko (19. května 1903 Trebišov – 29. září 2003 Albínov) byl starosta obce Albínov, samostatně hospodařící rolník, čestný občan města Sečovce. Patřil k nejstarším občanům města, neboť se dožil 100 let.[18]
- Zoltán Jurko (* 1940) je bývalý silový trojbojař a trenér silového trojboje. Sportu se začal věnovat během základní vojenské služby v Žatci a po roce 1962 v oddílu vzpírání Tělovýchovné jednoty Baník Ostrava. Během působení v podniku Vihorlat v Michalovcích založil oddíl silového trojboje Telovýchovnej jednoty Zemplín Michalovce (1975–1988) a v roce 2006 založil oddíl silového trojboje při Spojenej škole v Sečovciach, který stále funguje.[19] V roce 2012 se celkovým výkonem 390 kg (383,37 bodů) umístil na 1. místě v kategorii Muži M7 90 kg EQUIP na Mistrovství světa v silovém trojboji RAW a EQ 2012 v Bardejově.[20] V roce 2016 byl uvedený do Síně slávy Slovenskej asociácie silového trojboja.[21]